# باشگاه فوتبال موتاگوا
باشگاه فوتبال موتاگوا، سابقاً باشگاه دپورتیوو موتاگوا تا سال ۲۰۱۷، یک باشگاه فوتبال است که در تگوسیگالپا، پایتخت هندوراس واقع شده است.

## دستاوردها
- لیگ برتر هندوراس
  - ۱۸ قهرمانی
  - ۱۴ نایب قهرمانی
- جام حذفی هندوراس
  - ۱ قهرمانی
  - ۴ نایب قهرمانی
- سوپر جام هندوراس
  - ۲ قهرمانی
- لیگ آماتور هندوراس
  - ۲ قهرمانی
  - ۲ نایب قهرمانی
- لیگ کونکاکاف
  - ۳ نایب قهرمانی
- جام اینترکلوب
  - ۱ قهرمانی
  - ۱ مقام سومی